# Clarion Hotel Copenhagen Airport
Clarion Hotel Copenhagen Airport er et dansk hotel beliggende ved Københavns Lufthavn i Kastrup. Det hed tidligere Hilton Copenhagen Airport Hotel og var det eneste hotel i Hilton-kæden i Danmark. Siden april 2017 har det været  en del af Clarion-kæden. 
Hotellet blev indviet i 2001 og er tegnet af Vilhelm Lauritzen A/S, der ligeledes har tegnet lufthavnens terminalbygninger. Via en overdækket tunnel er der direkte forbindelse fra hotellet til Terminal 3.
I lobbyen hænger et stort Peter Bonde-maleri samt adskillige eksemplarer af Arne Jacobsens Ægget.

## Anerkendelser
- Best new Business Hotel World Wide 2001 (Business Traveller)
- Best hotel in Copenhagen 2005, 2006 og 2007 (Global Finance)
- Bedste hotelkæde 2001, 2002 og 2006 i Danmark (Danish Travel Award)
- Bedste hotel i Danmark: 2002, 2003, 2004, 2007 og 2008 (Danish Travel Award)